# Haplothrips distinguendus
Haplothrips distinguendus är en insektsart som beskrevs av Jindřich Uzel 1895. Haplothrips distinguendus ingår i släktet Haplothrips och familjen rörtripsar. Arten är reproducerande i Sverige. Inga underarter finns listade i Catalogue of Life.